# Enicospilus morleyi
Enicospilus morleyi là một loài tò vò trong họ Ichneumonidae.